# Anthracoidea elynae
Anthracoidea elynae är en svampart som först beskrevs av Hans Sydow, och fick sitt nu gällande namn av Kukkonen 1963. Anthracoidea elynae ingår i släktet Anthracoidea och familjen Anthracoideaceae.   Inga underarter finns listade i Catalogue of Life.